# أمبروز لاو
أمبروز لاو (بالصينية: 劉漢銓) هو قاضي صلح ‏ وسياسي صيني، ولد في 16 يوليو 1947. حزبياً، نشط في Democratic Alliance for the Betterment and Progress of Hong Kong ‏ وHong Kong Progressive Alliance ‏.

## مناصب
- انتخب عضو دائم في اللجنة الوطنية للمؤتمر الاستشاري السياسي للشعب الصيني خلال فترته النيابية [الإنجليزية]‏.
- انتخب عضو في اللجنة الوطنية لجمهورية الصين الشعبية خلال فترته النيابية [الإنجليزية]‏.
- انتخب عضو المجلس التشريعي لهونغ كونغ عن دائرة Election Committee (constituency) [الإنجليزية]‏ (1 يوليو 1998 – 30 سبتمبر 2004).
- انتخب عضو المجلس التشريعي المؤقت ‏.